# Осницьк
О́сницьк — село в Україні, у Рокитнівській селищній громаді Сарненського району Рівненської області. Населення становить 953 осіб.

## Географія
Село розташоване на лівому березі річки Льва. Поблизу села знаходиться Осницьке водосховище, яке отримало свою назву від села Осницьк.

## Населення
Станом на 1859 рік, у власницькому селі Осницьк налічувалося 30 дворів, мешканці в абсолютній більшості православні.
Згідно з переписом УРСР 1989 року чисельність наявного населення села становила 780 осіб, з яких 391 чоловік та 389 жінок.
За переписом населення України 2001 року в селі мешкало 737 осіб.

### Мова
Розподіл населення за рідною мовою за даними перепису 2001 року:
| Мова       | Відсоток |
| ---------- | -------- |
| українська | 99,59 %  |
| білоруська | 0,14 %   |
| молдовська | 0,14 %   |
| російська  | 0,14 %   |

## Пам'ятки природи
- «Осницький» — загальнозоологічний заказник місцевого значення
- «Природні соснові насадження» — заповідне урочище

## Особистості
В селі похований Озеранчук Леонід Вікторович — солдат Збройних сил України, учасник російсько-української війни 2014—2017.